# Marc Sangnier

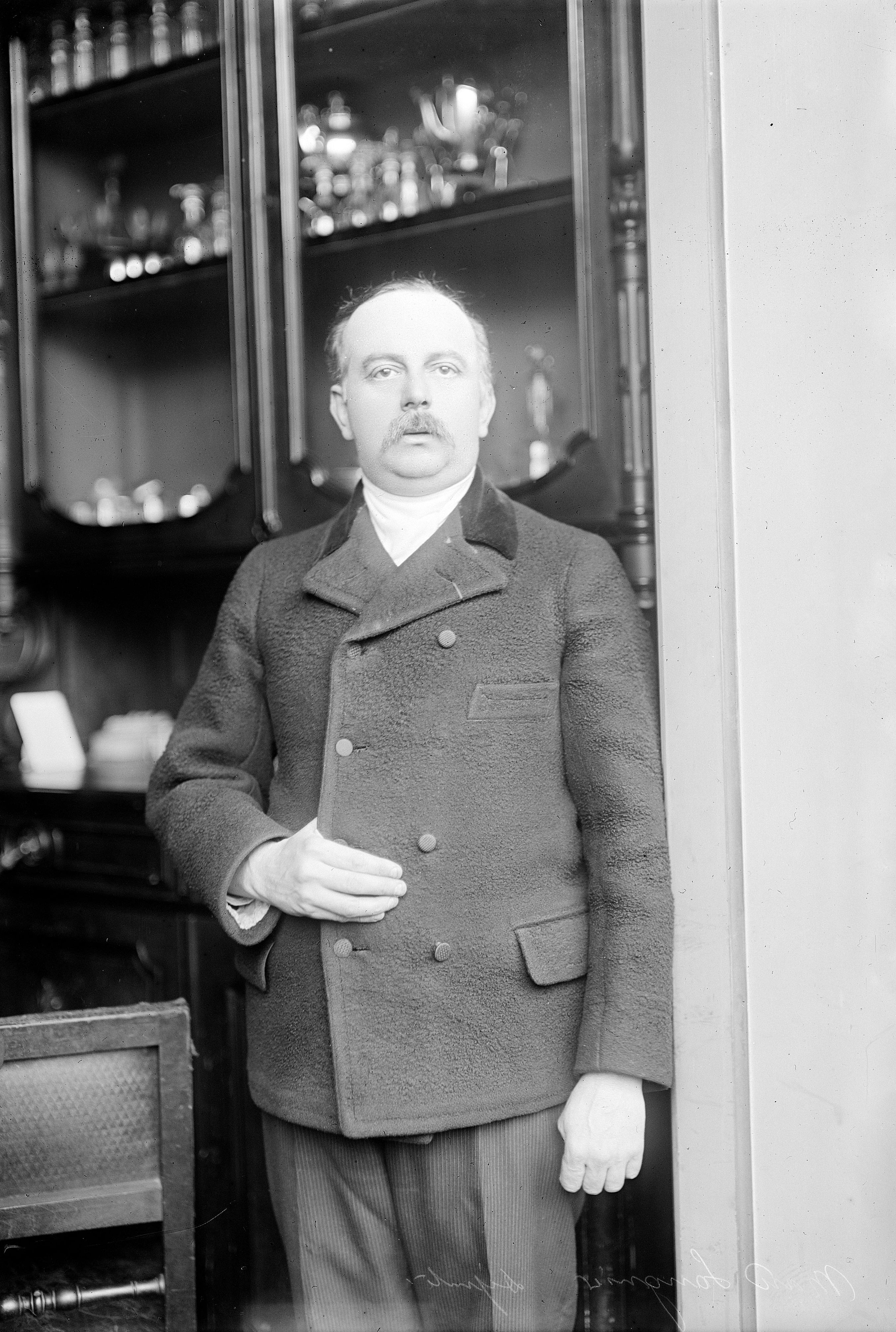
Marc Sangnier

Marc Sangnier, nascido no dia 03 de abril de 1873, em Paris (França) - falecido no 28 de maio de 1950, em Paris, foi um jornalista e político francês, o fundador do "Le Sillon" e um dos promotores do catolicismo social.

## Biografia[1]
Entre 1879 e 1894, estudou em um colégio católico.
Em 1895, passou no exame de admissão para a Escola Politécnica, mas cursaria direito, concluindo curso em 1898.
Em 1894, começou a participar da direção o jornal "Le Sillon, que se propunha a defender um cristianismo democrático e social, fundado por Paul Renaudin. Esse jornal estava alinhado com as ideias de do Papa Leão XIII, publicadas na Encíclica "Rerum Novarum", de 1891.
Em 1899, o Le Sillon tornou-se o órgão de um vasto movimento de educação popular que reunia jovens trabalhadores e filhos de integrantes cujo objetivo era reconciliar as classes trabalhadoras com a Igreja e a República.
Em 1901, contando com o patrocínio católico, Sangnier criou círculos populares que ofereciam cursos e organizavam palestras.
Em 1905,:
- foi realizado um congresso nacional, que contou com a representação de quase mil de tais círculos;
- o publicado um romance intitulado "Le Fils de l'Esprit. Roman social" (Os Filhos do Espírito. Romance social) de George Fonsegrive, que tinha como pano de fundo a atuação desse círculos sociais[2].

Em 1906, o movimento foi ampliado para incluir protestantes e judeus, passou a dialogar com os não-crentes e aceitar a separação entre o Estado e a Igreja.
Por outro lado, o movimento era enfraquecido, devido à oposição dos setores mais conservadores da Igreja Católica, então fortemente influenciados pelo documento "Syllabus Errorum", publicado pelo Papa Pio IX, em 1864 .
Em janeiro de 1910, o Papa Pio X condenou expressamente o movimento, por meio da "Acta Apostolicae Sedis".
Nesse contexto, teve que iniciar uma atividade política laica.

### Atividade política laica
Fundou o jornal diário, denominado como: "La Démocratie".
Em 1912, fundou a "Ligue de la jeune République" (Liga da Jovem República).
Fez campanha pela igualdade cívica para as mulheres, representação proporcional e por uma legislação social robusta.
Durante a Primeira Guerra Mundial (1914-1918), lutou durante 18 meses e foi condecorado com a "Cruz de Guerra" e com a Ordem Nacional da Legião de Honra.
Entre 1925 e 1927, foi prefeito de Boissy-la-Rivière.
Acreditava que Tratado de Versalhes humilhara a Alemanha e, portanto, criou condições para um crescente revanchismo na Alemanha. Desse modo, foi um defensor da reconciliação franco-alemã. Nesse contexto, em 1926, ajudou a organizar um "Congresso de Paz", que contou com personalidades como Aristide Briand, Ferdinand Buisson (presidente da Liga dos Direitos Humanos), o abade alemão Franz Stock, o jovem Pierre Mendès France, entre outros. Mas seu pacifismo foi rejeitado e, isso, em 1929, resultou no insucesso eleitoral.
Depois disso, passou a se dedicar totalmente à causa pacifista.
Depois de um encontro com Richard Schirrmann, que fundou os primeiros albergues da juventude na Alemanha, ele fundou, em 1929, o primeiro albergue da juventude na França.
Em 1932, fundou um jornal semanal, denominado como: "L'Éveil des peuples" (Despertar dos povos), para divulgar suas ideias. Esse jornal publicou alguns artigos de Pierre Cot e René Cassin.
Em 1940, após o início da Ocupação da França pela Alemanha Nazista, passou a apoiar a Resistência Francesa e foi preso pela Gestapo por algumas semanas.
Após a Libertação da França, foi eleito deputado por Paris pelo Movimento Republicano Popular.

## Obras
- L'Éducation sociale du Peuple, Paris, Rondelet, 1899. - (A Educação Social do Povo)
- Le Sillon, esprit et méthodes, Paris, Au Sillon, 1905. - (Le Sillon, espírito e métodos)
- L'Esprit démocratique, Paris, Perrin, 1905. - (L'Esprit Démocratique)
- Par la mort, Paris, Au Sillon, 1905.
- Une méthode d'éducation démocratique, Paris, Au Sillon, 1906. - (Um método de educação democrática)
- Au lendemain des élections (sous le pseudonyme de François Lespinat), Paris, Au Sillon, 1906. - (No dia seguinte às eleições)
- La Vie profonde, Paris, Perrin, 1906. - (A vida profunda)
- Le Plus Grand Sillon, Paris, Au Sillon, 1907.
- La Trouée, Paris, Au Sillon, 1908.
- Devant l'affiche, Paris, Au Sillon, 1908.
- Chez les fous, Paris, Au Sillon, 1908.
- La lutte pour la démocratie, Paris, Perrin, 1908. - (A Luta pela Democracia)
- Dans l'attente et le silence, Paris, Au Sillon, s.d. ; rééd. Aux sources de l'éloquence, Paris, Bloud et Gay, 1908. - (Na espera e no silêncio)
- Conférences aux soldats sur le front, Paris, Bloud et Gay, 1918. - (Palestras para soldados na linha de frente)
- Ce que savent les jeunes Français d'aujourd'hui, La Démocratie, 1918. - (O que os jovens franceses sabem hoje)
- Le Val noir, La Démocratie, 1919.
- L'Âme commune, 1920-1921.
- L'Anniversaire, La Démocratie, 1928.
- Albert de Mun, Paris, Alcan, 1932.
- Autrefois, Paris, Bloud et Gay, 1933.
- Le Pacifisme d'action, Paris, Foyer de la Paix, 1936. - (O Pacifismo da Ação, Paris, Foyer de la Paix, 1936.)
- Le Combat pour la Paix, Paris, Foyer de la Paix, 1937. - (A Luta pela Paz, Paris, Foyer de la Paix, 1937.)
- Histoire des Auberges de la Jeunesse, editado por Les Auberges, 1946. - (Historia dos Albergues da Juventude.)
- Discours, 10 tomes: - (Discursos)

## Obras sobre Marc Sangnier
- Denis Lefèvre, "Marc Sangnier, l'aventure du catholicisme social" (Marc Sangnier, a aventura do catolicismo social), edições Mame, 2008, 330 pags;
- "Marc Sangnier", in: "Dictionnaire des parlementaires français (1889-1940)" (Dicionário dos parlamentares franceses), PUF, 1960.